# Клеопатра (фильм Адамо)
«Клеопатра» (англ. Cleopatra) — хардкорный порнофильм Антонио Адамо, снятый на студии Private Media Group в 2003 году. Состоит из двух отдельных частей, каждая из которых длится около 140 минут. Фильм в урезанном виде был показан в России. Обе части были показаны на канале «Русская ночь». Фильм был хорошо оценён кинокритикой.

## Сюжет
Александрия, 51 год до н. э.. Жрица предсказывает Клеопатре, что Цезарь бросит Рим, своих подданных и свою жену, чтобы вернуться к царице. Так и происходит. Вскоре Цезарь и правда возвращается к Клеопатре, и предаётся с ней и её слугами страстям. Сенат объявляет Цезаря диктатором, но ему всё равно.
Друг и помощник Цезаря, Октавий в шоке и гневе от происходящего. Он не понимает, что происходит и спрашивает жрицу, почему Цезарь лишился рассудка. Жрица говорит, что Цезарь околдован, но яд, который струится по его венам, всего лишь наслаждение. Цезарь говорит Октавию, что не вернётся в Рим. Октавий с печальными новостями возвращается в Рим и говорит, как есть. Цезарь дурачит народ, население же верит, что он защищает Рим. Его приближённые должны в экстренном порядке решить проблему. Цезарь всё-таки едет в Рим, несмотря на беременность Клеопатры. Он обещает вернуться, но спустя месяц жрица говорит Клеопатре, что Цезарь мёртв.
2003 год. Таинственная корпорация «Астрик» проводит незаконные эксперименты по клонированию. После долгих исследований члены корпорации решают клонировать Клеопатру. В этом им помогает секта поклонения Клеопатре. Они едут в Египет и находят образцы ДНК, которые подойдут для клонирования. Они и не знают что за ними следит агент ФБР, собирающий улики против корпорации.
Эксперимент удался, Клеопатра жива, несмотря на то что это незаконно. Джереми, один из членов корпорации влюбляется в неё, и Клеопатра отвечает ему взаимностью. Кажется что победа одержана во всех отношениях, но вскоре оказывается, что эксперимент привёл создателей в тупик. Клеопатра мучается кошмарами, и не может адаптироваться в реальной жизни. Становится ясно, что она представляет угрозу для корпорации и себя. Джереми принимает нелёгкое решение, и убивает Клеопатру. Агент ФБР остаётся без каких-либо улик.
В конце фильма Джереми с горечью думает:
Временами мы слишком часто играем с жизнью, и судьба мстит нам за это. Забавно что жизнь не даёт нам второй шанс, и что всё заранее предопределено и смерти никак не избежать. Я был безумно влюблён, как возможно любил в другой жизни, и во второй раз, мою любовь забрали у меня.

## В ролях
- Джулия Тейлор — Клеопатра
- Бобби Иден — Корнелия
- Рита Фалтояно — Кальпурния
- Лаура Энджел — Люксурия
- Сандра Руссо — служанка
- Джессика Мэй — служанка
- Люси Теодорова — служанка
- Роберт Розенберг
- Ник Ланг — Октавий
- Мик Блу — Харрисон
- Зенза Реджи — агент

### Сексуальные сцены
Первая часть
1. Джулия Тейлор — Стив Хупер.
2. Сандра Руссо — Ник Ланг.

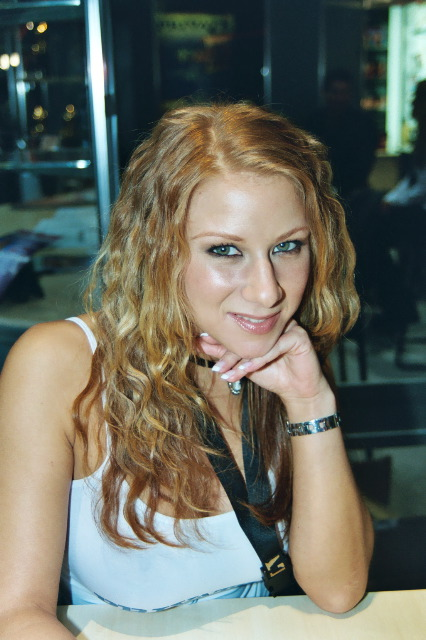
Джулия Тейлор, исполнительница главной роли

3. Джессика Мэй — Джулия Тейлор — Люси Теодорова — Ник Ланг — Стив Хупер.
4. Рита Фалтояно — Мик Блу — Ник Ланг.
5. Бобби Иден — Роберт Розенберг.
6. Бобби Иден — Макс Кортез.

Вторая часть
1. Алекса Мэй — Лора Анджел — Сэнди Стайл — Дэвид Перри — Франческо Мальком — Мик Блу.
2. Беттина Кэмбелл — Мик Блу.
3. Джулия Тейлор — Роберт Розенберг.
4. Лора Анджел — Зенза Реджи.
5. Сандра Руссо — Роберт Розенберг.
6. Джулия Тейлор — Роберт Розенберг.

## Награды
- Venus Award, 2003 год[5].